# 琴平神社 (古平町)
琴平神社（ことひらじんじゃ、こんぴらじんじゃ）は、北海道古平町新地町にある神社である。

## 祭神
- 大物主神
- 八重事代主神
- 保食神
- 崇徳天皇

## 由緒
1865年（慶応元年）に箱館奉行所へ願い出で、丸山山麓に社地の割譲を受け、1866年（慶応2年）、京都より大物主神の御神体を下附され、同年6月勧請、崇徳天皇を配祀し、御霊代は開拓使から下附された。
1867年（慶応3年）5月、丸山麓に仮社殿を建設鎮座し、1871年（明治4年）、桧及び欅材で神明造の神殿入母屋造の拝殿を造営した。1875年（明治8年）、郷社に列せられ、古平郡の鎮守となる。1906年（明治39年）神饌幣帛料供進神社に指定され、1946年（昭和21年）、宗教法人となった。
1949年（昭和24年）、古平町西部大火に遭い、御神体を除き全てを焼失し、浜町恵比須神社に併祀したが、1950年（昭和25年）、旧社地に篤志家の寄附金と氏子の労力奉仕により本殿と仮社務所を再建遷座祭を斎行した。1960年（昭和35年）、旧社地中央を国道が通ることとなりやむなく移転を決定し補償金で土地を取得、本殿・仮社務所を移築した（新地町86番地）。1961年（昭和36年）、幣殿・拝殿を造営し、7月に遷座祭を斎行した。
合併により合祀された歴史をもつ御祭神
- 恵比須神社・事代主命・保食神 - 1999年（平成11年）7月合祀
- 稲倉石神社・金山彦神・金山姫神・大山祇神 - 1985年（昭和60年）6月合祀

## 天狗の火渡り
御例祭7月10日、および7月11日、カンナ屑を燃やした炎の中を猿田彦、神輿の順で、火の粉を空にまきあげながら3度ずつ火渡りをする清めの神事があり、古平町の観光イベントとして喧伝されている。